# Aleuroplatus latus
Aleuroplatus latus là một loài côn trùng cánh nửa trong họ Aleyrodidae, phân họ Aleyrodinae.
Aleuroplatus latus được Takahashi miêu tả khoa học đầu tiên năm 1939.